# 香港大屠杀及宽容中心
香港大屠杀及宽容中心（HKHTC，The Hong Kong Holocaust and Tolerance Centre）是一家总部位于香港的非营利组织，致力于推进大屠杀教育并提倡宽容，该组织位于中华人民共和国香港特别行政区。
香港大屠杀教育中心成立于 2011 年 ，是中国首个致力于纳粹大屠杀教育的机构。 该中心由香港居民创立，旨在提高香港及周边地区对大屠杀的认识并推动教育。 
香港大屠杀中心策划公共展览、举办教育研讨会，并将大屠杀幸存者带到该地区，以提供在亚洲并不常见的教育机会。这些活动惠及了数万名学生。 该中心还提供有关其他地区种族灭绝事件的教育内容和机会，例如南京大屠杀和柬埔寨种族灭绝。  